# Эль-Посо
Эль-Посо Мурсия Туристика (исп. ElPozo Murcia Turística FS) — испанский мини-футбольный клуб из города Мурсия. Основан в 1986 году.

## История
Первый титул чемпиона Испании по мини-футболу пришёл к «Эль-Посо» в сезоне 1997/98. В сезонах 2005/06, 2006/07, 2008/09 и 2009/10 команде из Мурсии удалось повторить этот успех. Как правило, главным соперником мурсийцев в борьбе за титул являлся «Интер Мовистар». Также команда четырежды становилась обладателем испанского кубка и дважды — суперкубка, а в сезоне 2003/04 победила в Recopa Cup — неофициальном европейском Кубке обладателей кубков.
«Эль-Посо» дебютировал в Кубке УЕФА по мини-футболу в сезоне 2004/05. Ближе всего к победе клуб был в сезоне 2007/08, когда он лишь в серии пенальти уступил трофей российскому клубу «ВИЗ-Синара».

## Достижения клуба
- Чемпионат Испании по мини-футболу (5): 1997-98, 2005-06, 2006-07, 2008-09, 2009-10
- Кубок обладаталей кубков по мини-футболу: 2003
- Кубок Испании по мини-футболу (4): 1995, 2003, 2008, 2010
- Суперкубок Испании по мини-футболу (3): 1995, 2006, 2009

## Состав
На 2 января 2012 года

| №  |              | Поз. | Имя           | Год рождения |
| -- | ------------ | ---- | ------------- | ------------ |
| 1  | Флаг Испании | Вр   | Чико          | 1985         |
| 15 | Флаг Испании | Вр   | Рафа          | 1980         |
| 16 | Флаг Испании | Вр   | Рауль         | 1987         |
| 5  | Флаг Испании | ПЗ   | Алекс         | 1989         |
| 8  | Флаг Испании | ПЗ   | Дани Сальгадо | 1980         |
| 9  | Флаг Испании | ПЗ   | Бебе          | 1990         |

| №  |               | Поз. | Имя     | Год рождения |
| -- | ------------- | ---- | ------- | ------------ |
| 10 | Флаг Испании  | ПЗ   | Сауль   | 1984         |
| 11 | Флаг Бразилии | ПЗ   | Де Байл | 1983         |
| 14 | Флаг Испании  | ПЗ   | Адри    | 1986         |
| 17 | Флаг Испании  | ПЗ   | Мигелин | 1985         |
| 21 | Флаг Бразилии | ПЗ   | Грелло  | 1985         |

## Бывшие известные игроки
| - Альваро - Винисиус Бакаро - Вилде - Висентин - Жоэл Кейруш - Эскердинья |  | - Ленисио - Марсело - Пауло Роберто - Сисо - Хуанхо - Артём Ниязов |